# Provincia Prachinburi
Prachinburi (în thailandeză ปราจีนบุรี) este o provincie (changwat) din Thailanda. Situată în regiunea de Est, provincia Prachinburi are în componența sa 7 districte (amphoe), 65 de sub-districte (tambon) și 658 de sate (muban). 
Cu o populație de 459.762 de locuitori și o suprafață totală de 4.762,4 km2, Prachinburi este a 59-a provincie din Thailanda ca mărime după numărul populației și a 45-a după mărimea suprafeței.

## Geografie
Provincia este împărțită în două secțiuni majore, lunca joasă a râului Prachin Buri și platourile și munții lanțului Sankamphaeng, prelungirea sudică a Munților Dong Phaya Yen. În aceste regiuni există și două parcuri naționale, Khao Yai și Tab Larn.